# TUBE (アルバム)
『TUBE』（チューブ）は、TUBEの通算25作目のオリジナル・アルバム。2005年7月20日にSony Music Associated Recordsから発売された。

## 概要
アルバムのキャッチフレーズは『我ら生涯「夏」宣言!!』。
デビュー20周年記念作品。ミュージック・ビデオ集『TUBE Clips + Fan's choice』と同時発売。
沖縄の石垣島でCDアルバムのジャケットが撮影された。
『OASIS』よりKANONJIが3作連続で共同プロデューサーとして表記されていたが本作で最後となった。
1曲目の「ジラされて熱帯」は後にDVDビデオシングルとして発売された。
本作発売後恒例の野外ライブツアー「TUBE LIVE AROUND SPECIAL 2005　Thank U for your Brightest Emotion」が全国4か所で行われた。また、このライブの模様は2006年4月5日に発売された映像作品『20th Summer』で観ることができる。

## 収録曲
| 全作曲: 春畑道哉。 |                                                |           |            |                    |      |
| #                  | タイトル                                       | 作詞      | 作曲・編曲 | 編曲               | 時間 |
| 1.                 | 「ジラされて熱帯」                             | 前田亘輝  | 春畑道哉   | TUBE               | 3:40 |
| 2.                 | 「SKY HIGH」                                   | 前田亘輝  | 春畑道哉   | TUBE               | 4:25 |
| 3.                 | 「CANAL WAYS」                                 | 前田亘輝  | 春畑道哉   | TUBE               | 3:51 |
| 4.                 | 「Summer walker」                              | 前田亘輝  | 春畑道哉   | TUBE               | 4:52 |
| 5.                 | 「Surfin' ロックンロール」                     | 前田亘輝  | 春畑道哉   | TUBE               | 2:53 |
| 6.                 | 「ロケットハナビ」                             | 前田亘輝  | 春畑道哉   | TUBE               | 4:23 |
| 7.                 | 「ともだち」                                   | 前田亘輝  | 春畑道哉   | 佐藤晶、TUBE       | 4:40 |
| 8.                 | 「敗れたBlue Jeans」                           | 角野秀行  | 春畑道哉   | TUBE               | 3:46 |
| 9.                 | 「夏のseaside road」                           | 松本玲二  | 春畑道哉   | TUBE               | 4:15 |
| 10.                | 「あなたはあなたのままでいてね」               | 前田亘輝  | 春畑道哉   | TUBE               | 4:23 |
| 11.                | 「Miracle Game」                               | 前田亘輝  | 春畑道哉   | 大島こうすけ、TUBE | 4:03 |
| 12.                | 「Seaside Vibration 〜世界をつなげる扉ver.〜」 | 前田亘輝  | 春畑道哉   | DAY TRACK          | 5:14 |
| 13.                | 「 a song for love」                           | 前田亘輝  | 春畑道哉   | TUBE               | 4:44 |
| 合計時間:          | 合計時間:                                      | 合計時間: | 合計時間:  | 55:09              |      |

## タイアップ
ジラされて熱帯
- フジテレビ系「めざましどようび」テーマソング。

SKY HIGH
- 45thシングル。競艇CMソング。

Miracle Game
- 44thシングル。テレビ朝日系「クラス対抗30人31脚全国大会2004」テーマソング。

## レコーディング参加
- 前田亘輝：ボーカル、コーラス
- 春畑道哉：ギター、コーラス
- 角野秀行：ベース、コーラス
- 松本玲二：ドラムス、コーラス
- 勝田かず樹 (DIMENSION)：サックス (#5.6.10)
- 澤野博敬：トランペット、ホーンアレンジ (#1.6)
- 下神竜哉：トランペット (#1.6)
- 野村裕幸：トロンボーン (#1.6)
- 小野塚晃 (DIMENSION)：オルガン (#9)
- 玉木正昭：パーカッション (#1.6.11)
- 池田大介：ストリングスアレンジ (#13)
- TAMA MUSIC：Strings (#13)
- 伊藤一義：コーラス (#1.2.5.6.9.10)
- 佐藤晶
  - マニピュレーター (#1.3.4.6.7.9.10.13)
  - コーラス (#2.3.4.7.10)
- 生沢佑一：コーラス (#8)
- 高島信二：コーラス (#8.11)
- DJ-TASHI：ターンテーブル (#9)
- THIRD WORLD：ラップ、コーラス (#12)
- Beach Boy AL JARDINE with the Endless Summer Band featuring MATT and ADAM JARDINE：コーラス (#12)
- DAY TRACK：リミックス (#12)
- MissTy：マニピュレーター (#2.3.7)